# Нирко Олексій Федорович
Олексі́й Федорович Нирко́  (1 січня 1926, с. Мар'янське, Апостолівський р-н, Дніпропетровська область — 27 вересня 2005, м. Ялта, Автономна Республіка Крим) — подвижник кобзарства Криму і Кубані, бандурист, історик кобзарства, голова Ялтинської «Просвіти» (1988–1991), керівник капели бандуристів ім. Руданського в Ялті. Голова кобзарської секції Музично-хорового товариства Криму, заслужений працівник культури України, створив музей бандури в Ялті. Пройшов Другу світову війну і переслідування та тюрми під час радянських часів.

## Життєпис
Народився в Мар'янському Апостолівського району Дніпропетровської області. Дитячі роки пройшли в селі Нова Січ, куди переїхала родина. Тут пережив Голодомор, під час якого померла його прабабуся Параска Прохорець та прадід Сава Нирко. Тоді ж арештований його батько — Федір Савич (1903—1958). 1938 року батько засуджений вдруге — до 5 років позбавлення волі. До музики Олексія Федоровича прилучив колишній січовик Лука Карамельський.
Закінчив Львівський культурно-освітній технікум. Навчався у Львівській державній консерваторії ім. Лисенка та закінчити не зміг, бо 3 червня 1950 року заарештований, а 27 липня засуджений до 10 років виправно-трудових робіт та 5 років заслання за антирадянську діяльність. Покарання відбував в Молотовській області («Косьвінлаг», ОЛП № 8, селище Широкінське). Звільнений 1956 року. Реабілітований.
Після звільнення оселився у м. Ялті :
| | Я вирішив поселитися в Криму і довести, що Крим – це теж Україна, де повинна звучати не тільки українська мова, але й дзвінка невмируща бандура |
| — Олексій Нирко, Жеплинський Б. Коротка історія кобзарства в Україні / Б. Жеплинський. — Львів : Видавництво «Край», 2000. — 195 с. | |

За словами кобзарознавця Б. М. Жеплинського, «Олексій Федорович Нирко має величезні заслуги як педагог, який підготував цілу когорту своїх учнів-бандуристів, багато з яких стали продовжувачами справи свого вчителя. Про це свідчать численні колективи, створені його учнями у містах і селищах Криму, Кубані, України, Приморського краю та ін.»
«Розлетілись мої учні по Світу, як хмари по небу!» — говорив педагог. Його учениці розлетілись усім світом. Вони живуть і працюють у різних містах Криму (Сімферополі, Севастополі, Керчі, Білогорську, Червоногвардійському, Першотрав‑ невому); України (Одесі, Дрогобичі), ще далі — на Камчатці, Кушці, у Приморському краю; Наталія Новосьолова — у Німеччині, Ірина Попова — в Японії, навіть у Марокко живе одна з учениць педагога-бандуриста. Ученицям — послідовницям справи учителя присвячений комплекс експозиції Музею (стенд № 4).

## Кар'єра
Кобзарську діяльність починає в 1956—1957 роках у селі Нова Січ та Нікополі.
Створив Музей кобзарського мистецтва Криму та Кубані (при Ялтинському педагогічному училищі, 1984), кобзарську бібліотеку. Викладав класи бандури Ялтинської музичної школи та Ялтинського педагогічного училища (згодом Кримський державний гуманітарний інститут, Республіканський вищий навчальний заклад «Кримський гуманітарний університет»). Нової експозиції відкрита 24 травня 2013 р. У Музеї близько 500 експонатів, зокрема понад 20 бандур кустарного виготовлення другої поло‑ вини ХІХ–ХХ століть (серед них бандури майстрів Олександра Корнієвського, Кузьми Німченка, Івана Скляра, Семена Турчинського, Володимира Тузиченка), а також архівні матеріали про майстрів та виконавців-бандуристів досліджуваних регіонів: світлини, книги, афіші солістів-бандуристів, капел та ансамблів; програми концертів, фестивалів, аудіо касети. Експозиція містить музичні інструменти кримських кобзарів, бандуристів: Карпа Лудильника, Андрія Цемка, Марка Ковальського, Семена Хутірного, Федора Кобзаря; кубанських бандуристів: Володимира Лазаренка, Михайла Теліги, Іллі Німченка, Івана Гавриша та інших. Повний реєстр бандур був складений О. Нирком та опублікований у виданні НАН України «Народна творчість та етнографія» № 1–2, 2002, С. 70–73.
Створив три капели бандуристок: ім. С. Руданського, «Пролісок» та «Зоряниця» (всім присвоєно звання народних). Виступав з ними у Франції, Угорщині, Польщі, Югославії, Туреччині, Греції, Білорусі, Росії. Створив також п'ять ансамблів. Має низку власних обробок різних творів для бандури. Як бандурист та керівник-диригент капел неодноразово нагороджувався дипломами та медалями.

## Родина
Дружина — Неоніла Нирко.
Доньки: Оксана та Мирослава, онуки Юлія та Роман.

## Вшанування пам'яті
- Відкритий фестиваль кобзарського мистецтва ім. Олексія Нирка